# Utrechtiaceae

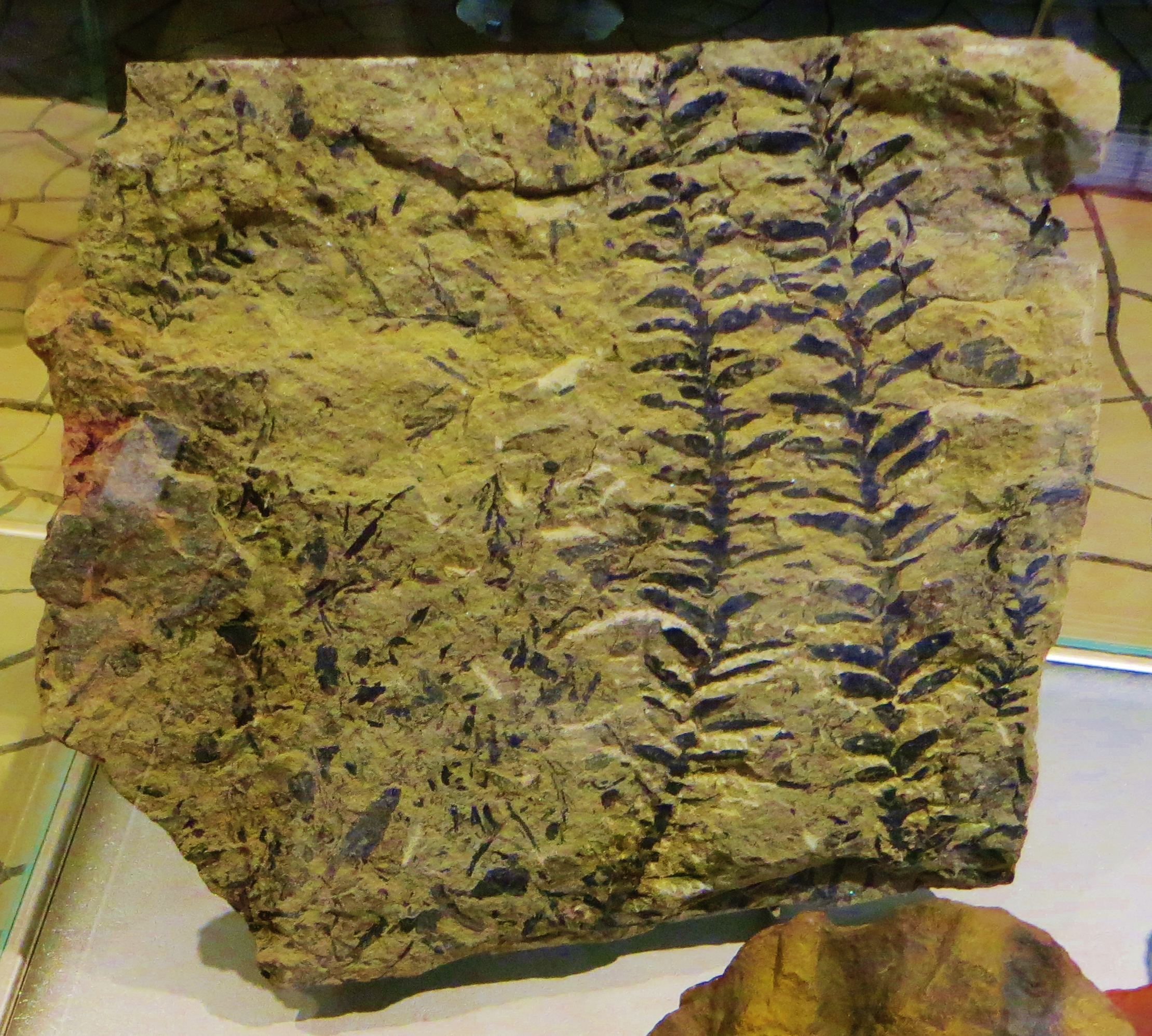
Fossil von Ortiseia

Die Utrechtiaceae sind eine ausgestorbene Familie von Nadelbäumen aus der Ordnung der Voltziales. 

## Merkmale
Die Vertreter sind Waldbäume mit senkrechten (orthotropen) Stämmen und annähernd waagrecht (plagiotrop) stehenden beblätterten Seitensprossen. Zumindest bei Utrechtia piniformis stehen die Seitensprosse in Wirteln. Der Stamm ist eine Eustele, Harzkanäle fehlen. 
Die Blätter sind schuppenförmig, schraubig angeordnet und nur wenige Millimeter lang. Sie werden nur durch ein Leitbündel versorgt. 
Die reproduktiven Organe bestehen aus zapfenförmigen Strukturen an den Enden von beblätterten Zweigen. Die Zapfen sind eingeschlechtig, männliche und weibliche Organe wurden wahrscheinlich an verschiedenen Sprossteilen gebildet. Der weibliche Zapfen besteht aus einer zentralen Achse, an der in schraubiger Anordnung zweiteilige Tragblätter sitzen. In den Achseln der Tragblätter entspringen kurze Sprosse, an deren Achse mehrere sterile Schuppen und ein oder mehrere fruchtbare (fertile) Schuppen sitzen. Jede fertile Schuppe trägt eine inverte Samenanlage, das heißt, ihre Mikropylen-Öffnung weist zur Achse hin. Bei Utrechtia floriniformis ist ein weiblicher Zapfen rund sieben Zentimeter lang, die Seitenachsen rund acht Millimeter.
Die männlichen Zapfen wirken relativ modern. Sie stehen immer terminal an den beblätterten Zweigen. Der Zapfen besteht aus einer zentralen Achse, an der in schraubiger Anordnung flache Mikrosporophylle stehen. Jedes Sporophyll hat ein aufgebogenes Ende, welches das darüberliegende Sporophyll überlappt. Eine kleine, basale Ausweitung am Sporophyll überdeckt teilweise die Pollensäcke (Mikrosporangien). Diese sitzen zu zweit an der Unterseite des Sporophylls und öffnen sich mit Längsschlitzen. Die Pollenkörner sind monosaccat, besitzen also einen Luftsack. Manche Pollenkörner haben einen Durchmesser von bis zu 280 Mikrometern. Aus den Zapfen gewonnener Pollen entspricht der Pollen-Formgattung Potonieisporites, Pollen der Gattung Ortiseia entspricht der Formgattung Nusckoisporites.

## Systematik
Zu den Utrechtiaceae werden folgende Gattungen gezählt:
- Lebachia
- Ernestiodendron: Die Blätter stehen fast rechtwinklig von den Zweigen ab.
- Ortiseia: die Blätter sind schraubig angeordnet, die Spaltöffnungen sind dicyclisch.
- Moyliostrobus: bekannt aus dem Unteren Perm von Texas (Moyliostrobus texanum).
- Otovicia

Walchia ist eine Formgattung für schlecht erhaltene Fossilien. Walchiostrobus ist eine Formgattung für weibliche Zapfen, Walchianthus für männliche Zapfen, die isoliert aufgefunden wurden, und keiner Gattung zugeordnet werden können.
Die Vertreter wurden von früheren Autoren als Lebachiaceae oder Walchiaceae geführt, auch findet man die Utrechtiaceae oft unter der Ordnung Voltziales.

## Belege
- Thomas N. Taylor, Edith L. Taylor: The Biology and Evolution of Fossil Plants. Prentice Hall, Englewood Cliffs 1993, S. 676–679, ISBN 0-13-651589-4